# Le Petit train-rébus
Le Petit train-rébus (Rébus Express) est un interlude créé par Maurice Brunot pour l'ORTF et qui apparait sur les écrans pour la première fois le 15 septembre 1960 (40 films). En avril 1963, il est remplacé par le Petit Train de la mémoire.
Utilisé de manière impromptue par l'ORTF pour caler le direct, cet interlude (un court-métrage d'environ cinq minutes) présente plusieurs séquences d'un travelling d'une maquette de locomotive à vapeur et son ensemble de wagons dont la façade est illustrée d'un élément de rébus. À la fin du court métrage, la solution du rébus est donnée lorsque le train arrive en gare de la Solution.
La musique du film est une interprétation par Marc Taynor et ses cow-boys motorisés, de la chanson Endlessly (1959) de Brook Benton et Clyde Otis (en).